# Simon Murphy
Simon Francis Murphy (ur. 24 lutego 1962 w Birmingham) – brytyjski polityk, od 1994 do 2004 deputowany do Parlamentu Europejskiego dwóch kadencji.

## Życiorys
W 1983 uzyskał licencjat z ekonomii, w 1986 stopień. Ph.D. Pracował jako nauczyciel akademicki, urzędnik samorządowy, oficer prasowy w strukturach partyjnych. W wyborach w 1994 i 1999 z ramienia Partii Pracy uzyskiwał mandat posła do Parlamentu Europejskiego IV i V kadencji. Należał do grupy socjalistycznej (od 2000 do 2003 jako jej wiceprzewodniczący), pracował w Komisji Gospodarczej i Walutowej oraz w Komisji Budżetowej. W PE zasiadał do 2004. Wycofał się z działalności politycznej, został dyrektorem w instytucji koordynującej współpracę między jednostkami terytorialnymi.